# Varages
Varages är en kommun i departementet Var i regionen Provence-Alpes-Côte d'Azur i sydöstra Frankrike. Kommunen ligger i kantonen Barjols som tillhör arrondissementet Brignoles. År 2022 hade Varages 1 170 invånare.

## Historik
I Varages finns fynd från sen stenålder, omkring 3600 f.Kr, bland annat i grottan Grotte des Ferrages norr om centralorten. Efter romarrikets fall var trakten osäker och befolkningen sökte skydd bland bergen i orostider. Under 1000-talet nämns befästningen "Castrum Varages" som en del i skyddet, men den övergavs när det blev lugnare. Området runt Varages består av ett karstlandskap med mycket lös sand vilket gör att den lämpar sig väl för lergodstillverkning. 
År 1695 startade bröderna Joseph och Honoré Clerissy fajanstillverkning i Varages. De kom från en gammal krukmakarsläkt och familjen hade några årtionden tidigare etablerat fajanstillverkning utanför Marseille och Moustiers. Familjens keramik hade blev stilbildande på 1600–1700-talet under namnet "moustiersstilen" och de hade stora framgångar in på andra halvan av 1800-talet. Centrum för familjens verksamhet försköts från Moustiers till Varages och konkurrerande verksamheter startade i Varages som hade åtta fabriker vid tiden för franska revolutionen. Det minskades till fyra med ökad mekanisering på 1800-talet och senare ökade konkurrensen från industrialiserad tillverkning i norra Frankrike. Fabrikerna i Varages satsade på enklare köksporslin men de flesta tillverkare gick omkull. En fabrik, Faiencerie de Varages som räknar sin historia till 1695, har överlevt och tillverkar och säljer köksporslin.

## Befolkningsutveckling
Antalet invånare i kommunen Varages
| Referens: INSEE |